# Christian Alessandria
Christian Alessandria (* 26. Januar 2000 in Alba, Piemont) ist ein italienischer Fußballspieler auf der Position eines Mittelfeldspieler, der seit Februar 2018 beim NK Ankaran unter Vertrag steht, jedoch vorwiegend in dessen Nachwuchsbereich zum Einsatz kommt. Mit dem Profiteam stieg er in der Saison 2017/18 von der 1. SNL in die 2. SNL ab.

## Karriere
Christian Alessandria wurde am 26. Januar 2000 in der piemontischen Stadt Alba geboren und spielte in seiner Kindheit bzw. Jugend unter anderem für den AC Bra aus der wenige Kilometer östlich seiner Geburtsstadt befindlichen Gemeinde Bra. Nachdem er dort diverse Nachwuchsspielklassen durchlaufen hatte, schaffte er den Sprung in den Nachwuchsbereich des italienischen Topklubs Juventus Turin und war für diesen bis Sommer 2016 aktiv. Daraufhin wechselte er in die Jugend von Udinese Calcio, der er in weiterer Folge bis Ende des Jahres 2017 angehörte und für die er zuletzt in der U-17-Mannschaft aktiv war. Nachdem er im Dezember 2017 von seinen Pflichten entbunden wurde, galt er für rund zwei Monate als vereinslos, ehe ihn der Neuaufsteiger der höchsten slowenischen Fußballliga, der NK Ankaran, unter Vertrag nahm.
In den ersten vier Partien nach seiner Verpflichtung noch nicht im Kader, saß er am 13. März 2018 bei einem 1:1-Auswärtsremis gegen den NK Krško erstmals bei einem Pflichtspiel uneingesetzt auf der Ersatzbank des Profiteams. Bereits in der darauffolgenden Runde setzte ihn Trainer Vlado Badžim bei einer 0:3-Niederlage gegen den Tabellenführer und späteren Meister NK Olimpija Ljubljana ab der 86. Spielminute für den Brasilianer Felipe Santos ein. Danach gehörte er bis zum Saisonende mit wenigen Ausnahmen, als er gar nicht zum Profiaufgebot gehörte, zu den Ersatzspielern, wurde als solcher jedoch mit keinem weiteren Einsatz bedacht. Nach 36 Meisterschaftsrunden rangierte der NK Ankaran auf dem zehnten und damit letzten Tabellenplatz, was den Abstieg in die zweitklassige Druga Slovenska Nogometna Liga bedeutete.